# Sonorská poušť

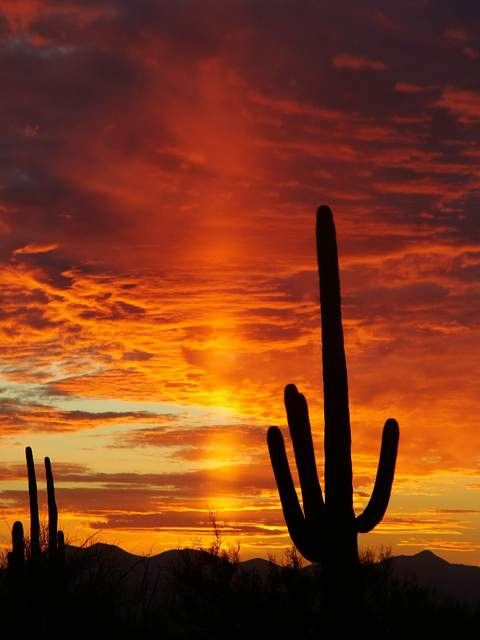
Západ slunce v poušti Sonora

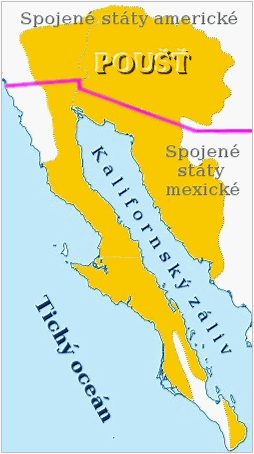
Poloha pouště Sonora na mapě

Sonorská poušť nebo krátce Sonora je severoamerická poušť, jejíž jedna část se nachází na území Spojených států amerických a druhá na území Spojených států mexických. V poušti je k nalezení celá řada unikátních rostlin a živočichů, jako např. kaktus Saguaro.

## Poloha
Poušť pokrývá velkou část amerických států Arizony a Kalifornie a severozápadní oblast Mexika. Jde o jednu z největších a nejžhavějších pouští v Severní Americe o rozloze přibližně 311 000 km². Na severu na ni bezprostředně navazuje Mohavská poušť.

## Fauna a flóra pouště

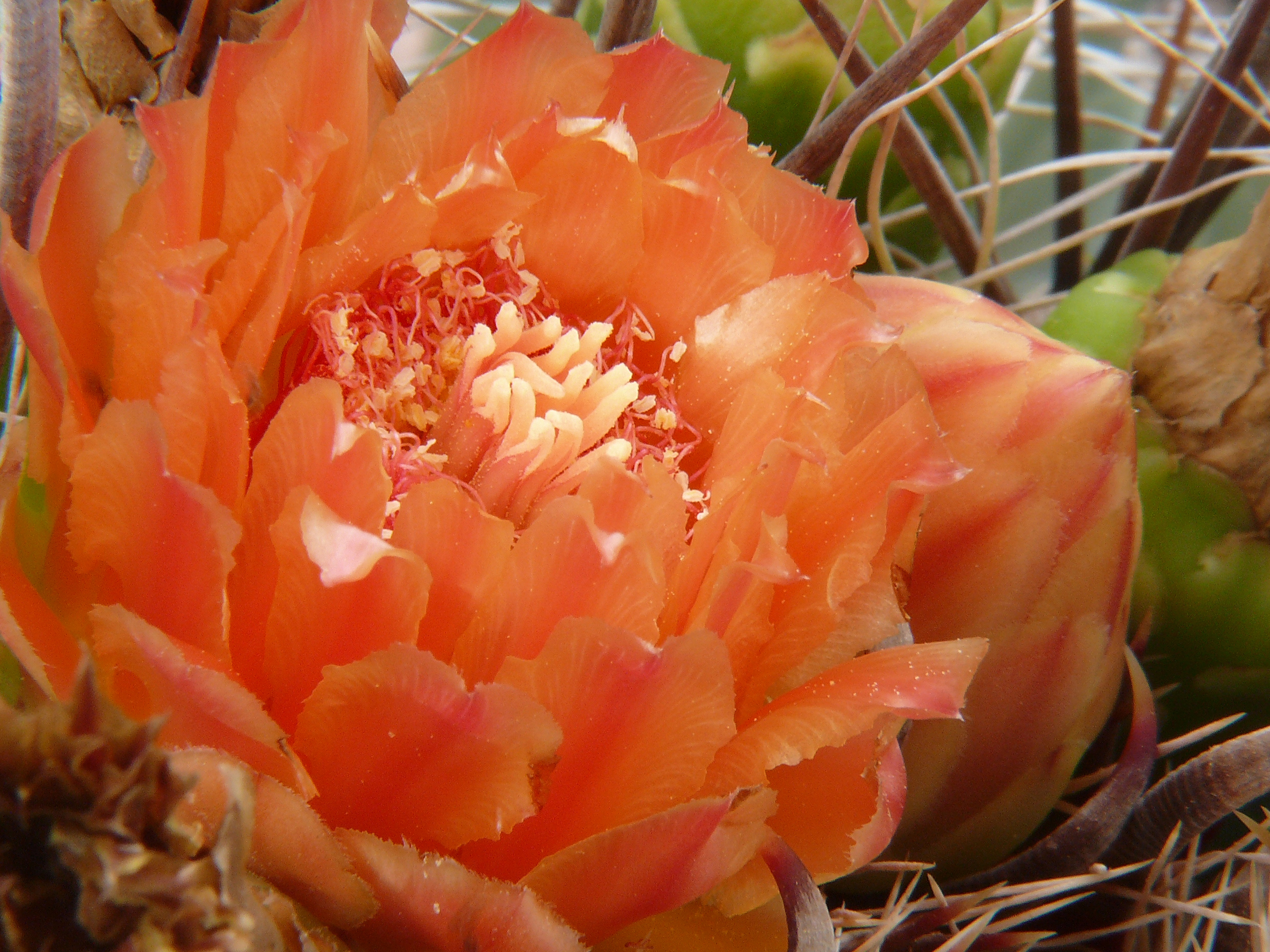
Ferocactus wislizeni

V poušti Sonora žije 60 druhů savců, 350 druhů ptáků, 20 druhů obojživelníků, více než 100 druhů plazů, 30 druhů ryb, přes 1000 druhů včel a roste tam více než 2000 druhů rostlin.
V oblasti pouště jihozápadně od Tucsonu a nedaleko hranic s Mexikem je důležitá oblast výskytu jaguárů, žijících na území Spojených států amerických. Dále se na území pouště vyskytují např. ovce tlustorohá, korovec jedovatý, káně Harrisova, vlk mexický a zejména v hornatých oblastech rozšířená puma americká, nazývaná někdy horský lev.
Mnoho rostlin nejenže přežívá drsné podmínky pouště Sonora, ale ve skutečnosti se jim tam dobře daří. Řada z nich se vývojem přizpůsobila na podnebí pouště. V poušti Sonora rostou například rostliny z podčeledi agávovitých, palmy, kaktusy, luštěniny a mnoho dalších.
Sonora je hlavním místem na světě, kde roste ve volné přírodě kaktus Saguaro. Rostou zde i jiné kaktusovité rostliny, jako např. Opuncie či kaktusy z rodu Echinocereus a Ferocactus. Kaktusy poskytují potravu a domov v poušti mnoha savcům a ptákům. Kvetou nejčastěji od konce března do června, v závislosti na počasí. Podle druhu mají výrazné červené, růžové, žluté nebo bílé květy.

## Lidská populace

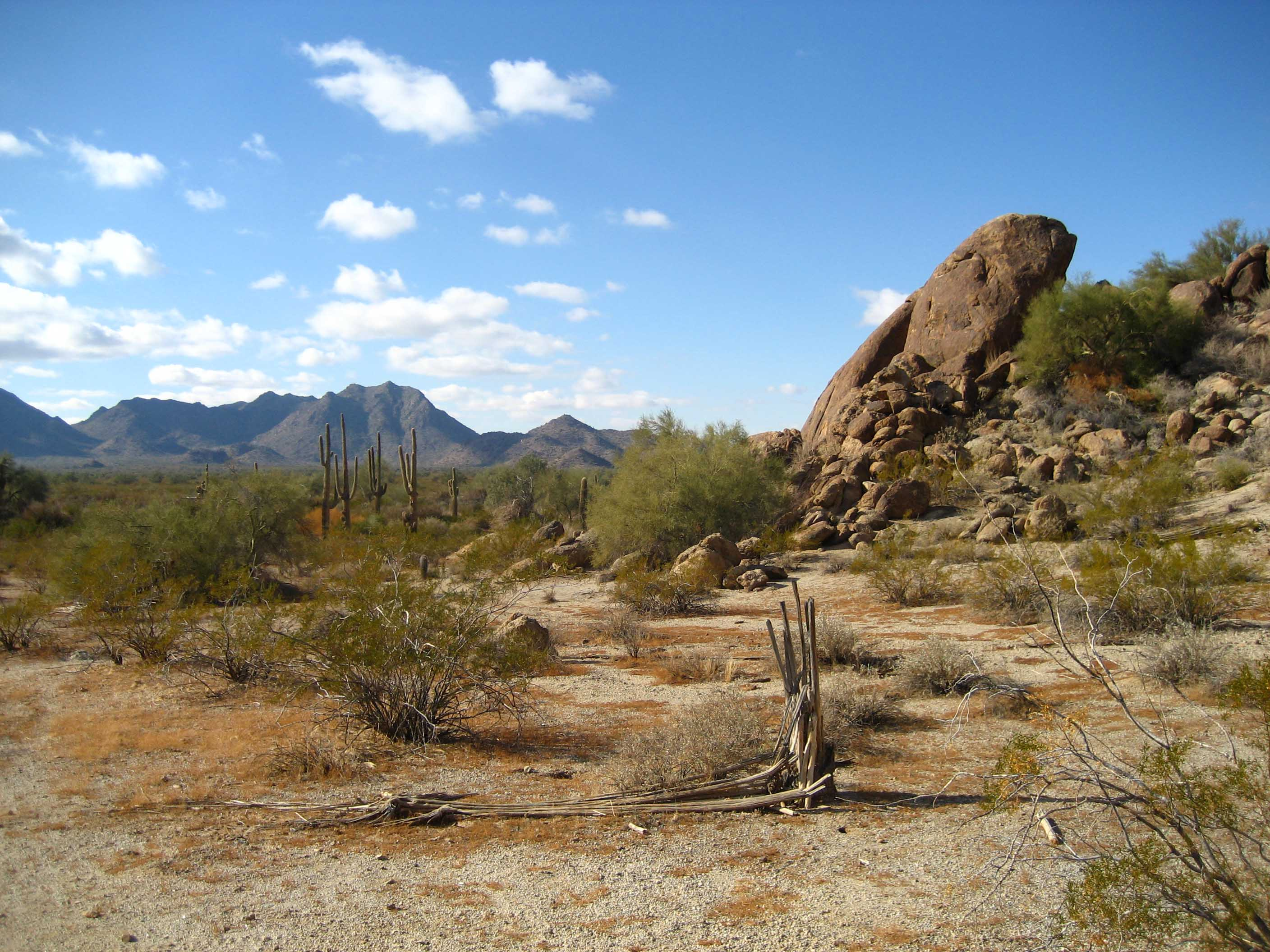
Poušť Sonora u města Maricopa

Poušť Sonora je domovem kultury sedmnácti v současné době žijících kmenů indiánů, kteří mají osady v indiánských rezervacích v Arizoně.
Největší město v poušti Sonora je Phoenix, který měl v roce 2008 asi 4,3 mil. obyvatel. Leží u řeky Salt v centrální Arizoně a je to jedna z nejrychleji rostoucích oblastních metropolí ve Spojených státech amerických. V roce 2007 Phoenix rostl tempem cca 4000 m² za hodinu.
Další velká města jsou Tucson v Arizoně s počtem obyvatel přibližně 1 000 000 a Mexicali ve státě Baja California, které má asi 900 000 obyvatel. Hermosillo má cca 700 000 obyvatel a Ciudad Obregon v jižní části pouště má 375 800 obyvatel.
Také Coachella Valley se nachází v poušti Sonora a má 365 000 obyvatel. V poušti leží i mnoho dalších známých měst, jako je např. Palm Springs a Palm Desert.
Během zimních měsíců, od listopadu do března, se denní teploty v oblasti Coachella Valley pohybují v rozmezí od 21 °C do 32 °C. Odpovídající noční minima jsou v rozsahu od 8 °C do 20 °C, takže poušť je populárním zimním letoviskem. Vzhledem ke svému teplému klimatu po celý rok je tato oblast známá produkcí tropického ovoce, jako jsou datle, fíky apod.

## Parky, ochranná střediska a výzkumná pracoviště
- Biosférická rezervace El Pinacate a Gran Desierto de Altar – přírodní dědictví UNESCO
- Sonoran Desert National Monument
- Cabeza Prieta National Wildlife Refuge
- Kofa National Wildlife Refuge
- Organ Pipe Cactus National Monument
- Pinacate National Park in Mexico
- Saguaro National Park
- Sonoran Arthropod Studies Institute

## Galerie fauny

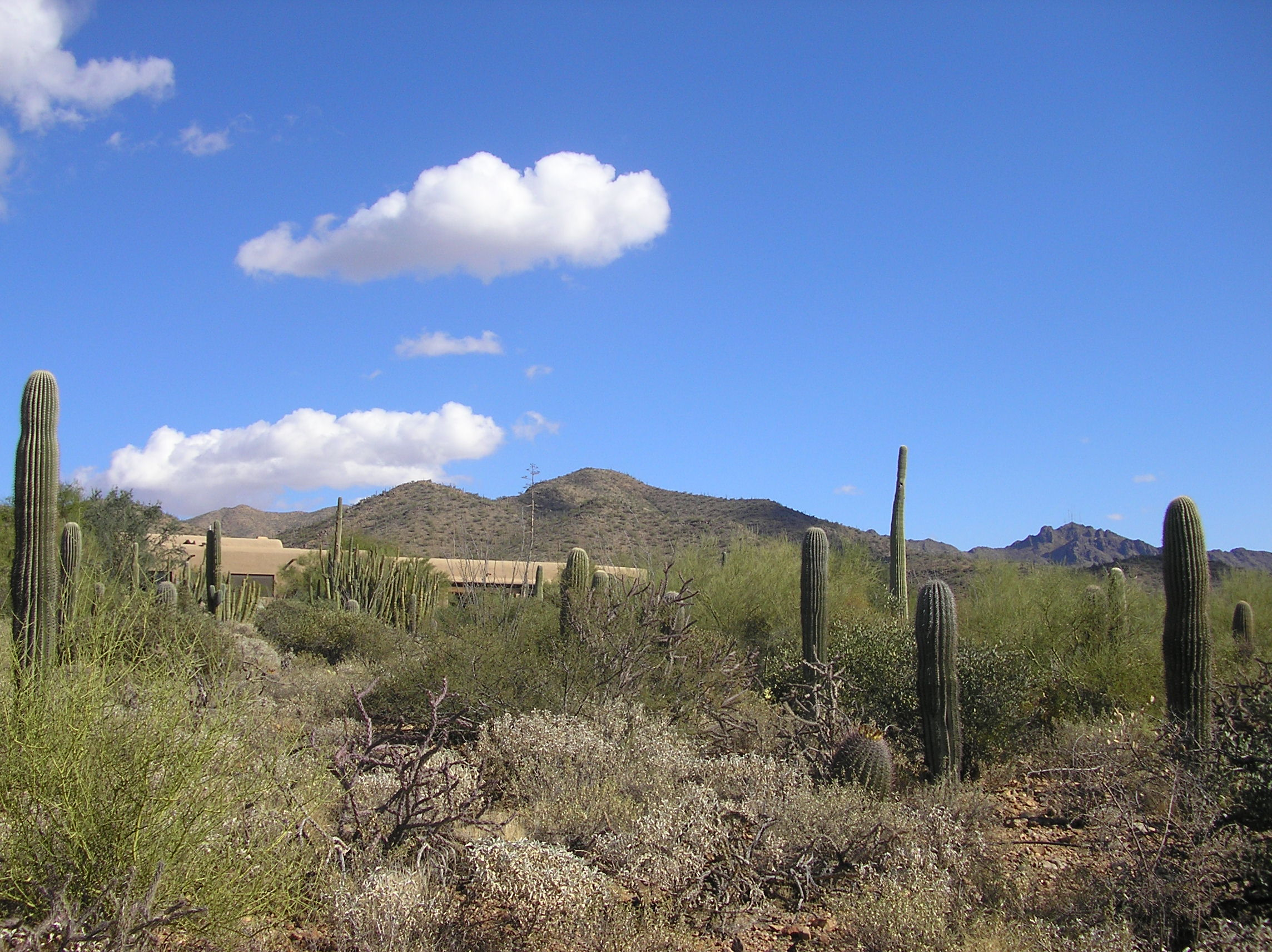
Arizona-Sonora Desert Museum
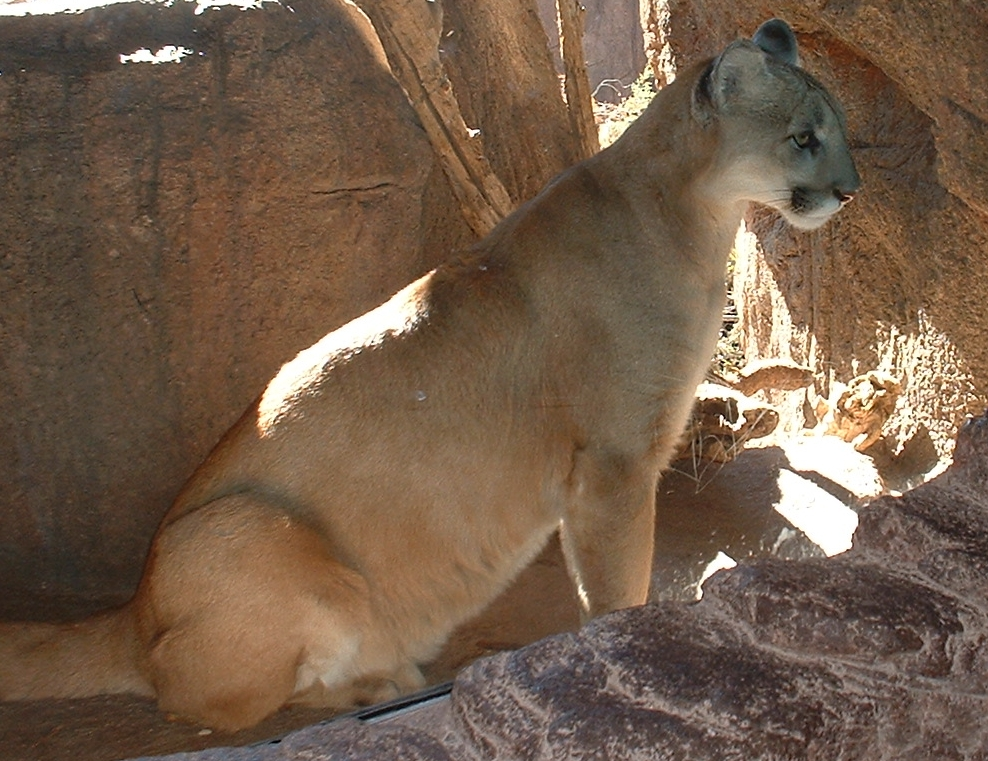
Puma americká
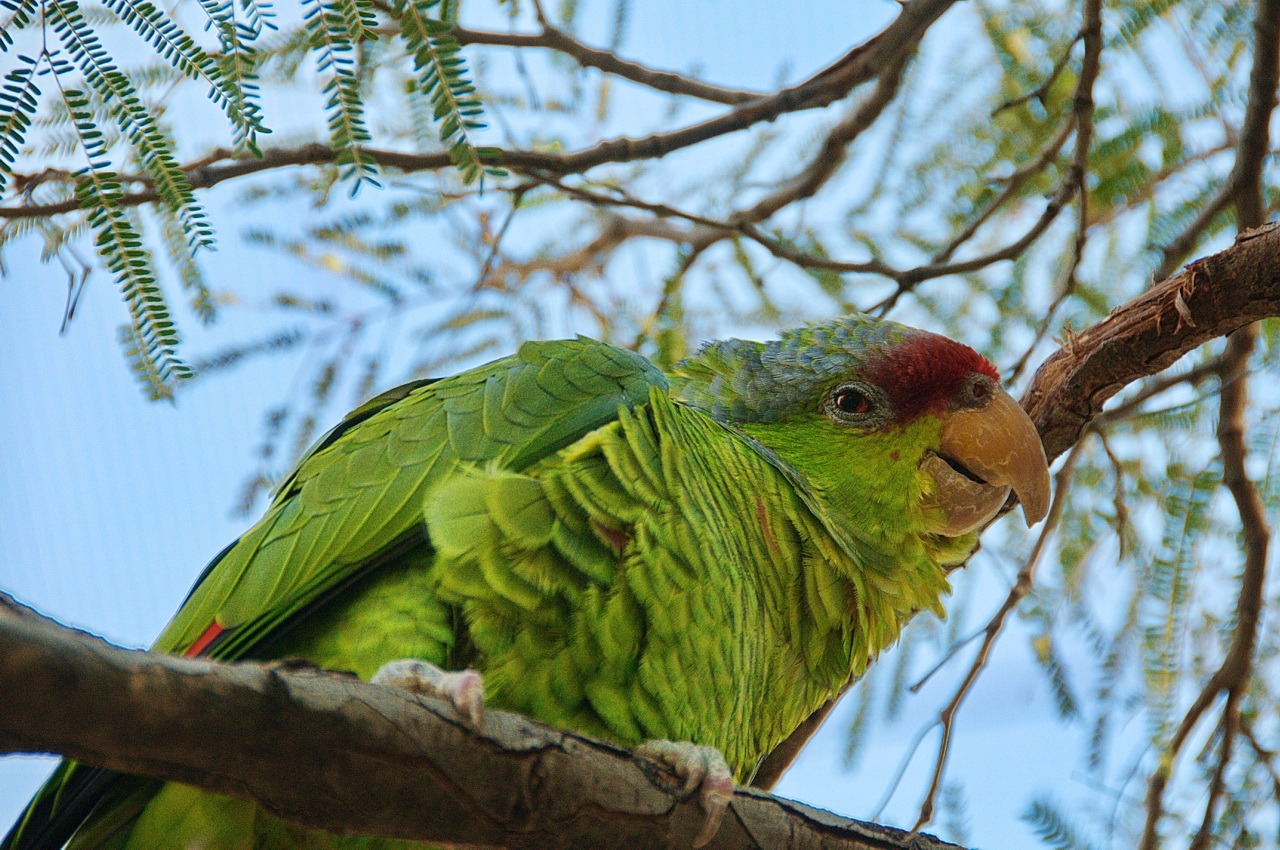
Amazoňan fialovotemenný
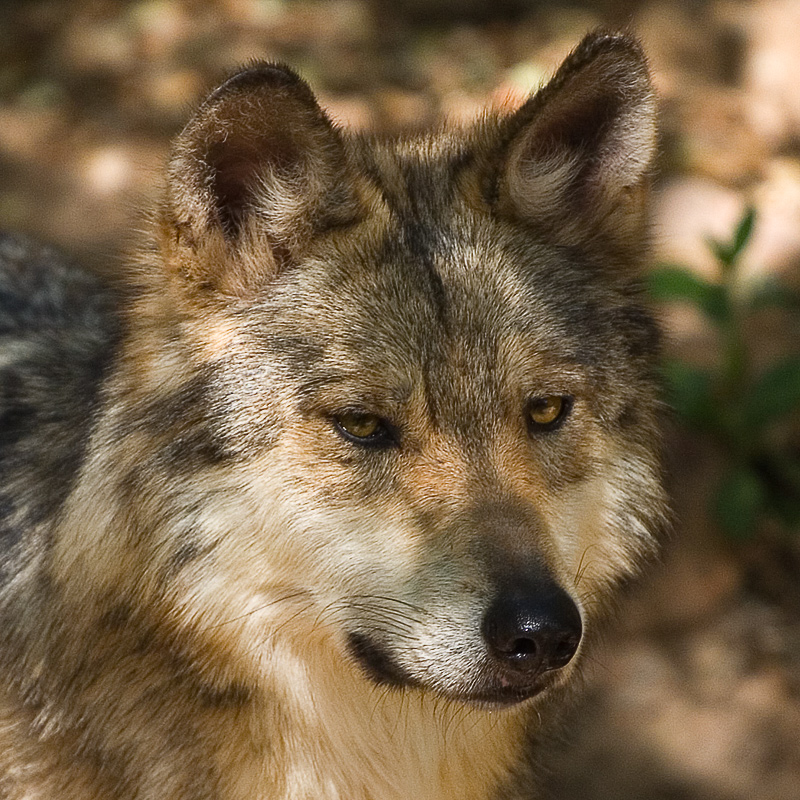
Vlk mexický
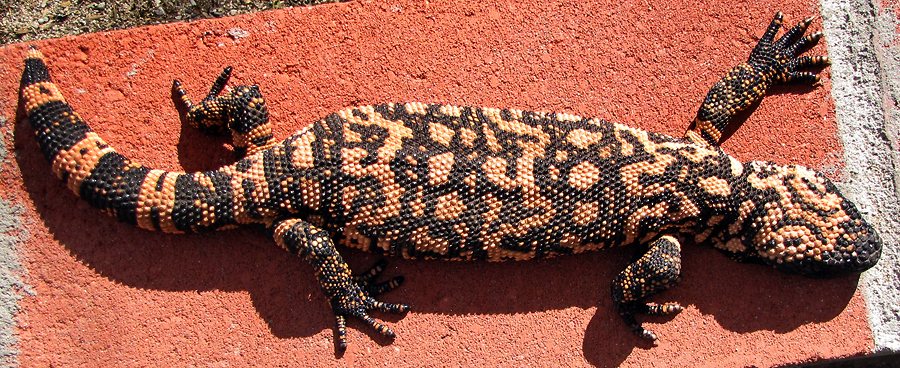
Korovec jedovatý
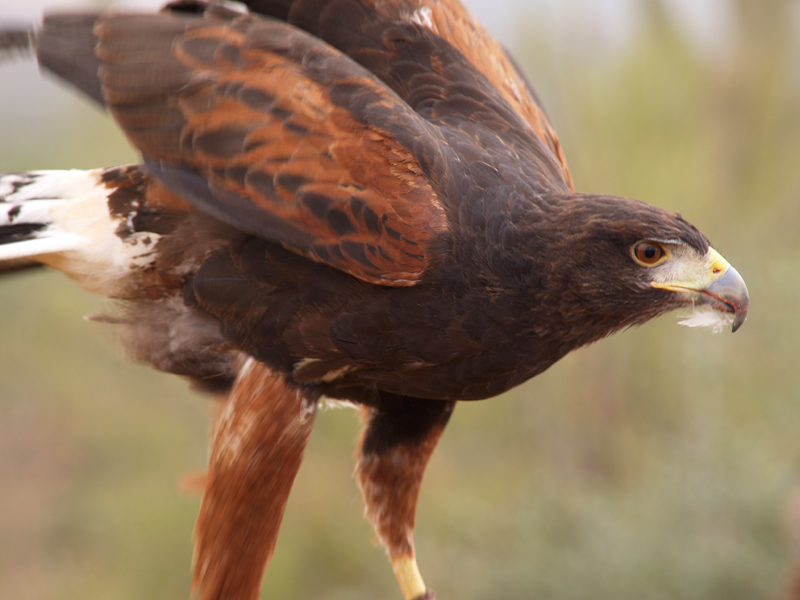
Káně Harrisova
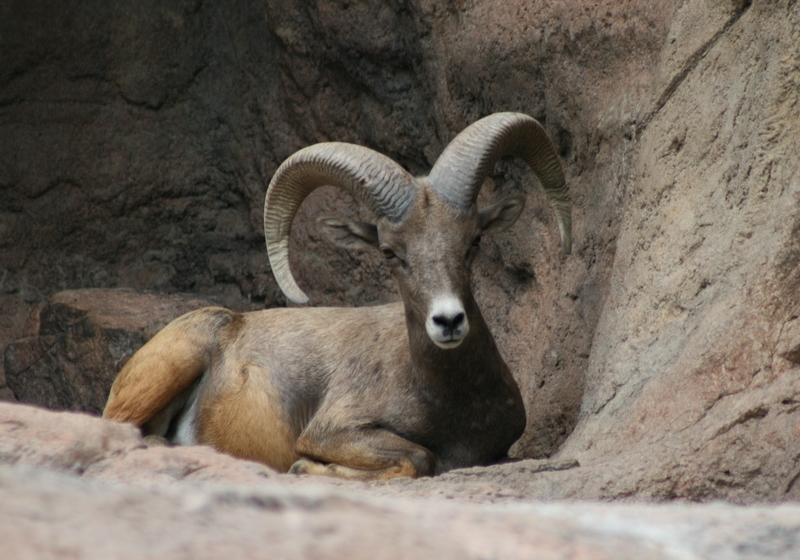
Ovce tlustorohá